# ایوری کوستیوک
ایوری کوستیوک (اوکراینی: Юрій Ілліч Костюк؛ زادهٔ ۲ اکتبر ۱۹۷۷) ورزشکار دوگانه اهل اوکراین است. 